# The sistars
The Sistars (también conocido como Sistars) es un dúo musical argentino de pop conformado por las hermanas Máxima y Valentina Tellado. En 2024 publicaron su álbum debut, titulado Femme Fatale. En febrero del 2025 lanzaron su página web en donde se encuentra el desarrollo de su carrera artística hasta la actualidad.

## Biografía

### Primeros años e inicios
Las hermanas Valentina (nacida el 30 de julio de 2004) y Máxima Tellado (nacida el 25 de julio de 2006) recibieron formación artística en canto y danza desde una temprana edad con tutores como Miriam Cohello, Katy Gallo y Melina Anderson, e integraron la Compañía Juvenil de Comedia Musical de Ricardo Pashkus entre 2016 y 2017. Inicialmente lograron repercusión en su país al subir vídeos a la plataforma YouTube tocando versiones de otros artistas como Sebastián Yatra, Thalía, Ricky Martin, Becky G, Juanes y Lali Espósito, apoyadas por un ukelele. Algunos de estos músicos compartieron las versiones de las hermanas Tellado en sus propias redes sociales en reconocimiento a su trabajo.

### Popularidad
En julio de 2018 realizaron su primera presentación con el nombre de The Sistars en un local de Capital Federal. Dos meses después fueron invitadas a participar en el festival Teen Influencers, en el que se presentaron con cinco canciones. Ese mismo año aparecieron en el programa Me gusta tu canción, bajo la conducción de Juana Viale. En marzo de 2019 hicieron parte del cartel del PWR Festival llevado a cabo en el Estadio Luna Park de Buenos Aires, en el que compartieron escenario con bandas y artistas como Sofía Reyes, Malu Trevejo, Ángela Torres, Agus Padilla y Valen Etchegoyen. Dos meses después fueron invitadas por la cantante española Rosana para participar en un evento virtual llamado #SinMiedo24HorasConRosana, con el objetivo de recaudar fondos para los damnificados por la pandemia del COVID-19.
Hasta esa fecha habían registrado apariciones en diversos programas de televisión, entre las que destacan STO con Sofía Morandi y Julián Serrano, Showmatch con Marcelo Tinelli, Argentiniños y ¿Quién quiere ser millonario? con Santiago del Moro. En febrero de 2020 publicaron el sencillo «Juego de mitades» con la discográfica DK Records, seguido de las canciones producidas por Estani «Tusa» y «Qué pena». El 9 de julio del mismo año se presentaron en el Festival Online Argentina en Casa, organizado por Billboard con fines benéficos. A finales de 2020 publicaron el sencillo «OK», producido en Onceloops Records y distribuido en las plataformas digitales por Warner Music.
En 2021 el dúo publicó un EP titulado Más que suficiente, compuesto por las canciones «Más que suficiente», «Quiéreme» y «Karma». La canción principal está inspirada en la narrativa del libro homónimo que las hermanas lanzaron en colaboración con Penguin Random House.
En julio del mismo año publicaron un nuevo videoclip titulado «Chicle» con Agos Nisi, Yami Safdie y Thiago Luna, y a finales de ese año estrenaron el sencillo «Cuéntale» con El Reja. En enero de 2022 publicaron el sencillo «Atiende», en colaboración con la banda de cumbia uruguaya Lira.
En agosto de 2023 publicaron bajo el nombre de Sistars y a través de la discográfica Sony Music un nuevo sencillo titulado «Donde no nos vean», acompañado de un videoclip dirigido por Andy Caballero y producido por Joaquín Chamas.

### Álbum debut y actualidad
En junio de 2024, el dúo lanzó su álbum debut titulado Femme Fatale, trabajo que incluyó diversas colaboraciones, como la participación de Brenda Asnicar en el sencillo homónimo. En dicho sencillo se incorpora un sample del coro de «Quiero quiero» de la serie juvenil Patito Feo.

Noche fria en el rodaje del video

El álbum, que fusiona ritmos de pop electrónico, R&B y pop urbano, fue producido por Franjo Antich, junto con Fauna Music, Lucas Murúa y Gonzalo Cuda. Para promocionar el disco, lanzaron el videoclip de la canción «Dilema». También realizaron el 16 de junio de 2024 en el Club Temple del Paseo La Plaza de Buenos Aires un recital especial para presentar el disco.

## Discografía

### Álbumes
- 2024 - Femme Fatale

### Sencillos
| Año  | Título                              | Discográfica  |
| ---- | ----------------------------------- | ------------- |
| 2017 | «Viajes»                            | Independiente |
| 2017 | «Soy yo»                            | Independiente |
| 2019 | «No te enamores»                    | Independiente |
| 2020 | «Juego de mitades»                  | Independiente |
| 2020 | «Tusa»                              | Independiente |
| 2020 | «Qué pena»                          | Independiente |
| 2020 | «Ok»                                | Independiente |
| 2021 | «Quémame»                           | Independiente |
| 2021 | «Maldición»                         | Independiente |
| 2021 | «Más que suficiente»                | Independiente |
| 2021 | «Quiéreme»                          | Independiente |
| 2021 | «Karma»                             | Independiente |
| 2021 | «Chicle»                            | Independiente |
| 2021 | «Cuéntale» (con El Reja)            | Independiente |
| 2022 | «Atiende» (con Lira)                | Independiente |
| 2023 | «Donde no nos vean»                 | Sony Music    |
| 2024 | «0 km»                              | Sony Music    |
| 2024 | «Caos»                              | Sony Music    |
| 2024 | «It Girl»                           | Sony Music    |
| 2024 | «Femme Fatale» (con Brenda Asnicar) | Sony Music    |